# Castillo de San Gabriel
El Castillo de San Gabriel es una fortaleza de Arrecife, capital de Lanzarote, España. Alberga el Museo de Historia de Arrecife, propiedad del Ayuntamiento de Arrecife.

## Historia
En 1576 se erigió la primera fortaleza en el islote ahora llamado "del Quemado", que al parecer toma su nombre del incendio que acabó con dicha estructura de madera durante un ataque pirata turco-argelino en 1586. En 1587 Leonardo Torriani propone la construcción del actual castillo en el mismo lugar, proyectando amurallar la totalidad del pequeño islote, en medio del cual, se ubica la fortaleza; elevar los parapetos, construir con cantería las dependencias interiores, para así evitar futuros incendios.

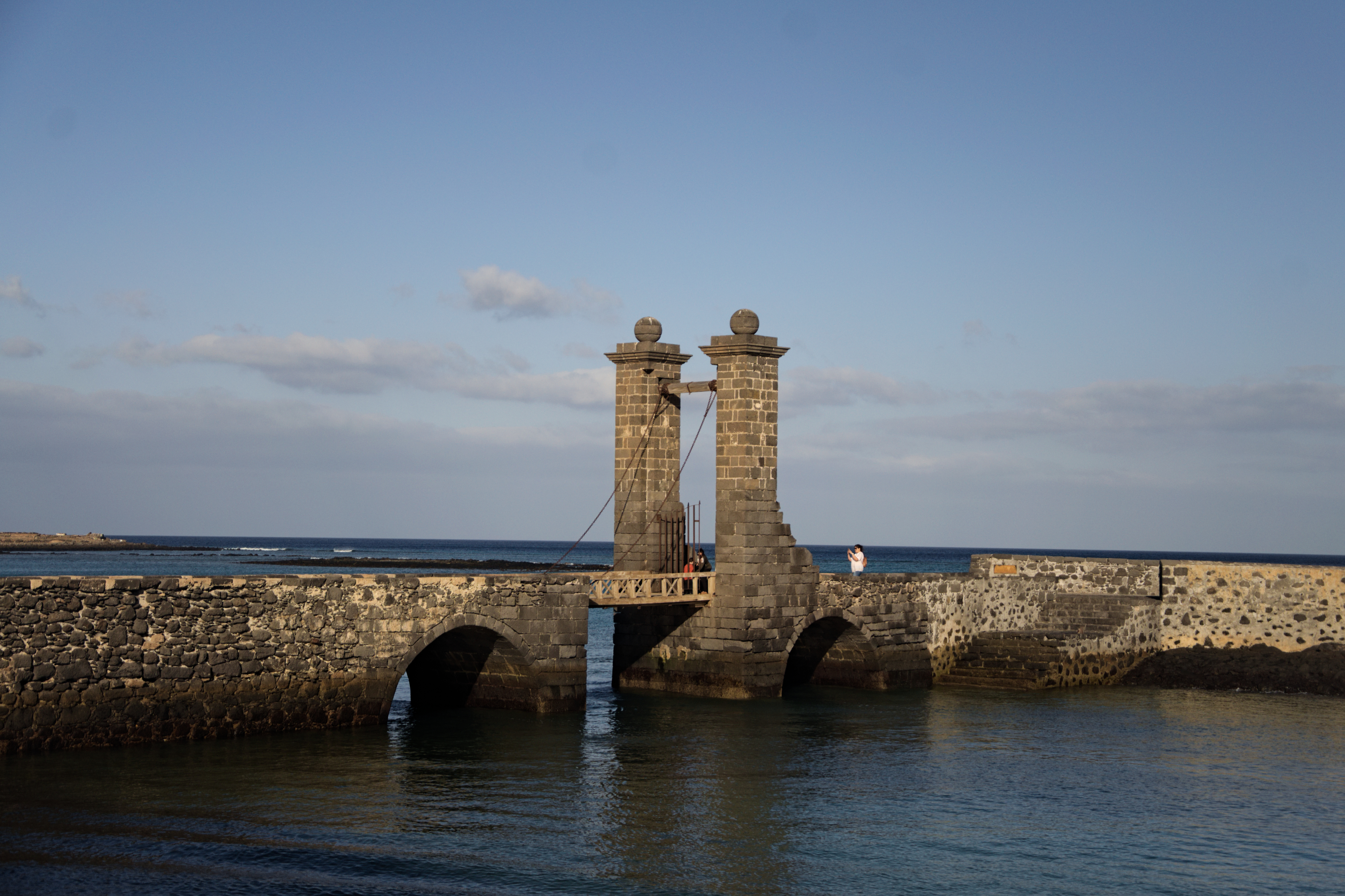
Puente de las bolas.

La conexión de este islote con la ciudad se produjo en el siglo XVIII mediante la edificación del Puente de Las Bolas, una estructura de piedra apilada rematada con las dos bolas.
Desde 1972, alberga un Museo Arqueológico y Etnográfico en el que es posible admirar restos arqueológicos de distintas épocas. En 2014, tras varios años cerrado, fue rebautizado como Museo de Historia de Arrecife.
El castillo fue declarado Bien de Interés Cultural en 1979 como conjunto monumental que incluye el puente levadizo y los caminos que lo une con la costa.